# Heterocaryum
Heterocaryum es un género de plantas con flores perteneciente a la familia Boraginaceae.  Comprende 14 especies descritas y de estas, solo 4 aceptadas.

## Descripción
Son hierbas medianas anuales con hojas estrechas. Pedicelos largo, generalmente engrosados. Cáliz divididos en la base, algo ampliados en la fruta. Corola pequeña, con 5 lóbulos. Núculas generalmente desiguales, comprimidas,  con alas o sin alas. En estrecha relación con Lappula Gilib. y, a veces unido con él.

## Taxonomía
El género fue descrito por Alphonse Pyrame de Candolle y publicado en Prodromus Systematis Naturalis Regni Vegetabilis 10: 144. 1846.

## Especies aceptadas
A continuación se brinda un listado de las especies del género Heterocaryum aceptadas hasta septiembre de 2013, ordenadas alfabéticamente. Para cada una se indica el nombre binomial seguido del autor, abreviado según las convenciones y usos.
- Heterocaryum echinophorum (Pall.) Brand
- Heterocaryum laevigatum (Kar. & Kir.) A. DC.
- Heterocaryum rigidum A.DC.
- Heterocaryum subsessile Vatke